# Fake Can Be Just As Good
Fake Can Be Just As Good är Blonde Redheads tredje musikalbum, släppt den 11 mars 1997.

## Låtlista
1. "Kazuality" - 4:25
2. "Symphony of Treble" - 4:10
3. "Water" - 4:42
4. "Ego Maniac Kid" - 4:12
5. "Bipolar" - 5:02
6. "Pier Paolo" - 5:38
7. "Oh James" - 3:32
8. "Futurism vs. Passéism" - 5:04